# Григорьев, Владимир Викторович (конькобежец)
Влади́мир Ви́кторович Григо́рьев (род. 8 августа 1982, Шостка, Сумская область) — российский шорт-трекист. Олимпийский чемпион 2014 в эстафете, вице-чемпион Олимпийских игр 2014 года на дистанции 1000 м. Трёхкратный чемпион Европы, бронзовый призёр чемпионата Европы в многоборье, многократный призёр чемпионата Европы. Экс-рекордсмен мира на 500 метров — 40,344 сек. (2012). Заслуженный мастер спорта России (2013), Мастер спорта России международного класса (2011). Окончил Национальный университет физического воспитания и спорта Украины в Киеве на факультете физической культуры.

## Спортивная карьера
Владимир родился в городе Шостка, где и начал заниматься спортом в 1989 году. Его отец Виктор и мать – спортсмены и тренеры. Отец перешёл в шорт-трек из больших коньков, именно он и стал первым тренером сына. К сожалению, в Шостке проблематично было найти хороший лёд, поэтому семья переехала в Киев, где его отец начал тренировать сборную Украины по шорт-треку, а Владимир учился и занимался спортом. Когда отец бывал в отъезде, юный спортсмен тренировал его подопечных.
Но в Киеве лёд для них был доступен в крайне неудобное время и его давали ненадолго. Тренироваться и поддерживать нужный уровень, было очень сложно. Владимир был пятикратным чемпионом Украины в течение пяти лет и по уровню равных ему просто не имелось. Выступал за сборную Украины на зимней Олимпиаде в Солт-Лейк-Сити в 2002 году, заняв там 23-е место в беге на 1500 м и 30-е на 500 м. В 2005 году он выиграл бронзовую медаль в эстафете за украинскую сборную на чемпионате Европы в Турине.
В 2006 году на зимних Олимпийских играх в Турине . Однако ситуация со льдом и условиями подготовки в общем, никак не поменялась. После Туринской Олимпиады семья переехала в город Клин, где Владимир выступал за ЦОВС, СДЮСШОР «Клин спортивный». С 2007 года он уже был в составе сборной России. Сначала результаты пошли вверх, но вскоре всё поменялось. Тренером сборной стал китаец Ан Юлонг. Он давал огромные нагрузки и Владимир сразу сдал. Отношения с тренером не сложились и он не попадал на этапы Кубка мира, вылетел из сборной.
После прихода нового тренера корейца Джимми Джена для Владимира всё сразу изменилось в лучшую сторону. Он стал чемпионом России в эстафете, серебряным призёром на дистанции 1000 м, и бронзовым в многоборье в 2008 году. Через год вновь занял 2-е место на дистанции 1000 м. Участвуя в чемпионате Европы в Херенвене в 2011 году, Григорьев стал серебряным призёром в эстафете.
В 2012 году на чемпионате Европы в Млада-Болеславе завоевал золото в беге на 500 м и серебро в эстафете. В октябре на этапе Кубка мира в Калгари Владимир Григорьев на дистанции 500 м в предварительном забеге показал 40,344 секунды, побив мировой рекорд южнокорейца Сон Си Бэка, и стал первым отечественным рекордсменом мира. В 2013 году на чемпионате Европы в Мальмё выиграл золотые медали на дистанции 500 м и в эстафете, а также стал бронзовым призёром в многоборье.
В марте на чемпионате мира в Дебрецене выиграл серебряную медаль в эстафете, а в декабре выиграл бронзу в многоборье на чемпионате России в Сочи. В феврале 2014 года на зимних Олимпийских играх в Сочи Владимир стал серебряным призёром на дистанции 1000 м и выиграл золотую медаль в эстафете.
В январе 2015 года на очередном чемпионате Европы в Дордрехте он выиграл ещё одну золотую медаль в эстафете. В марте на чемпионате России по одиночным дистанциям выиграл золото на дистанции на 500 м.
В 2017 и 2018 годах становился призёром чемпионата России в беге на 1000 м и в эстафетах. В апреле 2019 года объявил о завершении спортивной карьеры и переходе на работу тренером в тренерском штабе сборной России. Григорьев был национальным тренером
С 2020 года работал страшим тренером сборной России. В 2022 году на зимних Олимпийских играх в Пекине Григорьев впервые участвовал в качестве национального тренера олимпийской сборной России.

## Личная жизнь
Владимир женат. Его супругу зовут Светлана, и у них есть сын Егор и дочь Алиса. Любит играть в компьютерные игры, увлекается философией и йогой.

## Награды
- Орден Дружбы (24 февраля 2014 года) — за большой вклад в развитие физической культуры и спорта, высокие спортивные достижения на XXII Олимпийских зимних играх 2014 года в городе Сочи[6]
- Медаль ордена «За заслуги перед Отечеством» I степени (26 января 2023 года) — за обеспечение успешной подготовки спортсменов, добившихся высоких спортивных достижений на XXIV Олимпийских зимних играх 2022 года в городе Пекине (Китайская Народная Республика)[7]
- Заслуженный мастер спорта России